# Magasa

Gemeinde Magasa in der Provinz Brescia

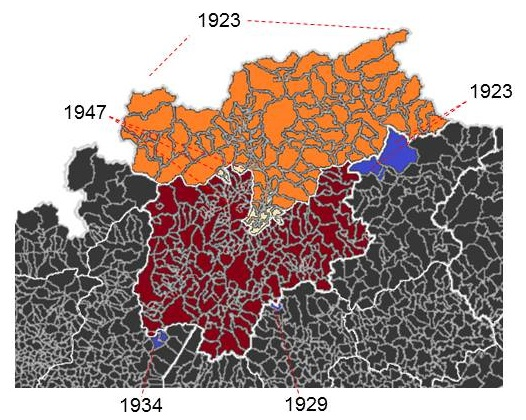
Gemeinden und das Jahr des Provinzwechsels

Magasa ist eine norditalienische Gemeinde mit 102 Einwohnern (Stand 31. Dezember 2023) in der Provinz Brescia in der Lombardei. Die Gemeinde liegt etwa 40,5 Kilometer nordöstlich von Brescia am Parco dell'Alto Garda Bresciano, gehört zur Comunità montana parco alto Garda bresciano und grenzt an das Trentino.

## Geschichte
Bis nach dem Ersten Weltkrieg gehörte Magasa zu Tirol und später zum Trentino, wurde 1929 mit der Nachbargemeinde Valvestino (damals Turano) zusammengelegt und gemeinsam mit dieser 1934 dem Trentino abgetrennt und der Provinz Brescia angegliedert. Nach dem Zweiten Weltkrieg wurde Magasa 1947 wieder eigenständige Gemeinde. Magasa hat mit einer besorgniserregenden demographischen Entwicklung zu kämpfen.
In einer Volksabstimmung erklärte 2008 eine Mehrheit, zur mittlerweile Autonomen Provinz Trient zurückkehren zu wollen. Im April 2015 hat der Lombardische Regionalrat dem von der Lega Nord eingebrachten, den Provinzwechsel unterstützenden Antrag mit Zustimmung angenommen.

## Weblinks

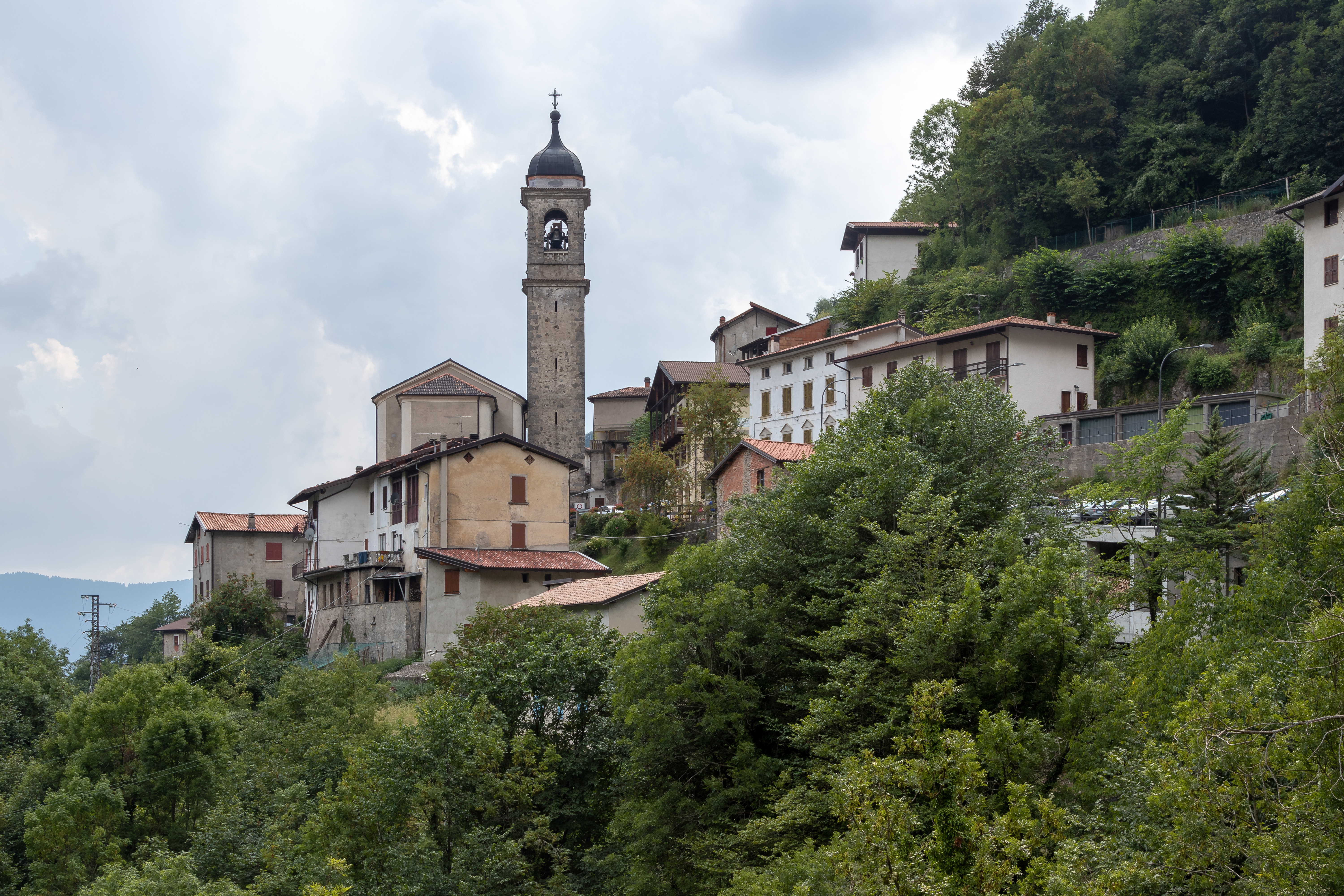
Magasa mit Kirche

## Einwohnerzahlen
| Gemeinde Magasa: Einwohnerzahlen seit 1921 | Gemeinde Magasa: Einwohnerzahlen seit 1921 | Gemeinde Magasa: Einwohnerzahlen seit 1921 | Gemeinde Magasa: Einwohnerzahlen seit 1921 | Gemeinde Magasa: Einwohnerzahlen seit 1921 |
| ------------------------------------------ | ------------------------------------------ | ------------------------------------------ | ------------------------------------------ | ------------------------------------------ |
| Jahr                                       |                                            |                                            |                                            | Einwohner                                  |
| 1921                                       | 1921                                       |                                            | 472                                        | 472                                        |
| 1931                                       | 1931                                       |                                            | 477                                        | 477                                        |
| 1936                                       | 1936                                       |                                            | 456                                        | 456                                        |
| 1951                                       | 1951                                       |                                            | 488                                        | 488                                        |
| 1961                                       | 1961                                       |                                            | 464                                        | 464                                        |
| 1971                                       | 1971                                       |                                            | 408                                        | 408                                        |
| 1981                                       | 1981                                       |                                            | 344                                        | 344                                        |
| 1991                                       | 1991                                       |                                            | 238                                        | 238                                        |
| 2001                                       | 2001                                       |                                            | 189                                        | 189                                        |
| 2011                                       | 2011                                       |                                            | 145                                        | 145                                        |
| Quelle: ISTAT, URBISTAT                    |                                            |                                            |                                            |                                            |